# Jacques Pérard de Martingnicourt
Jacques Pérard de Martingnicourt (ur. 29 maja 1713 w Paryżu, zm. 29 czerwca 1766 w Szczecinie) – francuski duchowny protestancki, wieloletni kaznodzieja parafii francuskiej w Szczecinie.

## Życiorys
Początkowo działał w Gramzow. Od 1739 roku mieszkał w Szczecinie, gdzie był kaznodzieją parafii Kolonii Francuskiej. Był członkiem wielu akademii i towarzystw naukowych, zajmował się badaniami nad fizyką i elektrycznością. Był jednym ze współzałożycieli działającego w Szczecinie od 1742 roku Stowarzyszenia Miłośników Prawdy (Societas Alethophilorum Sedinensis). W latach 1746–1750 wspólnie z Samuelem Formey’em redagował ukazujące się w Berlinie czasopismo „Nouvelle bibliothèque germanique”. W 1747 roku został członkiem berlińskiej Preußische Akademie der Wissenschaften.
Jego wnuczką była Sophie Auguste Tilebein.